# عيد التفاح (بليفيلد)
مهرجان بايفيلد هو مهرجان حصاد الخريف الذي يقام في شهر أكتوبر في مدينة بايفيلد بولاية ويسكونسن.

## التاريخ
وقد أقيم لأول مره عام 1962 فأصبح وجهة للعديد من قاطني الغرب الأوسط بالولايات المتحدة الأمريكية حيث يحضره حوالي 60 ألف مواطن سنويا.

## تفاصيل المهرجان
ويعد هذا المهرجان بمثابة احتفال بتراث مدينة بايفيلد حيث يتم استعراض منتجات عديدة من بساتين التفاح ومصانع النبيذ، كما يتضمن الاحتفال العديد من الأحداث الجذابة، وينقسم شارع المهرجان إلى 60 معرضًا حيث يقدم الطعام الطازج والمصنوعات المحلية، ومن عوامل الجذب أيضاً أنه يتضمن جولات بالـ14 بستان وموسيقي حية وأيضا مدينة ترفيهية.